# Craspedosis acoelia
Craspedosis acoelia là một loài bướm đêm trong họ Geometridae.